# Syrau
Syrau est une ancienne commune autonome de Saxe (Allemagne), située dans l'arrondissement du Vogtland, dans le district de Chemnitz. Elle a fusionné le 1er janvier 2011 avec Leubnitz et Mehltheuer pour former la nouvelle commune de Rosenbach/Vogtl..

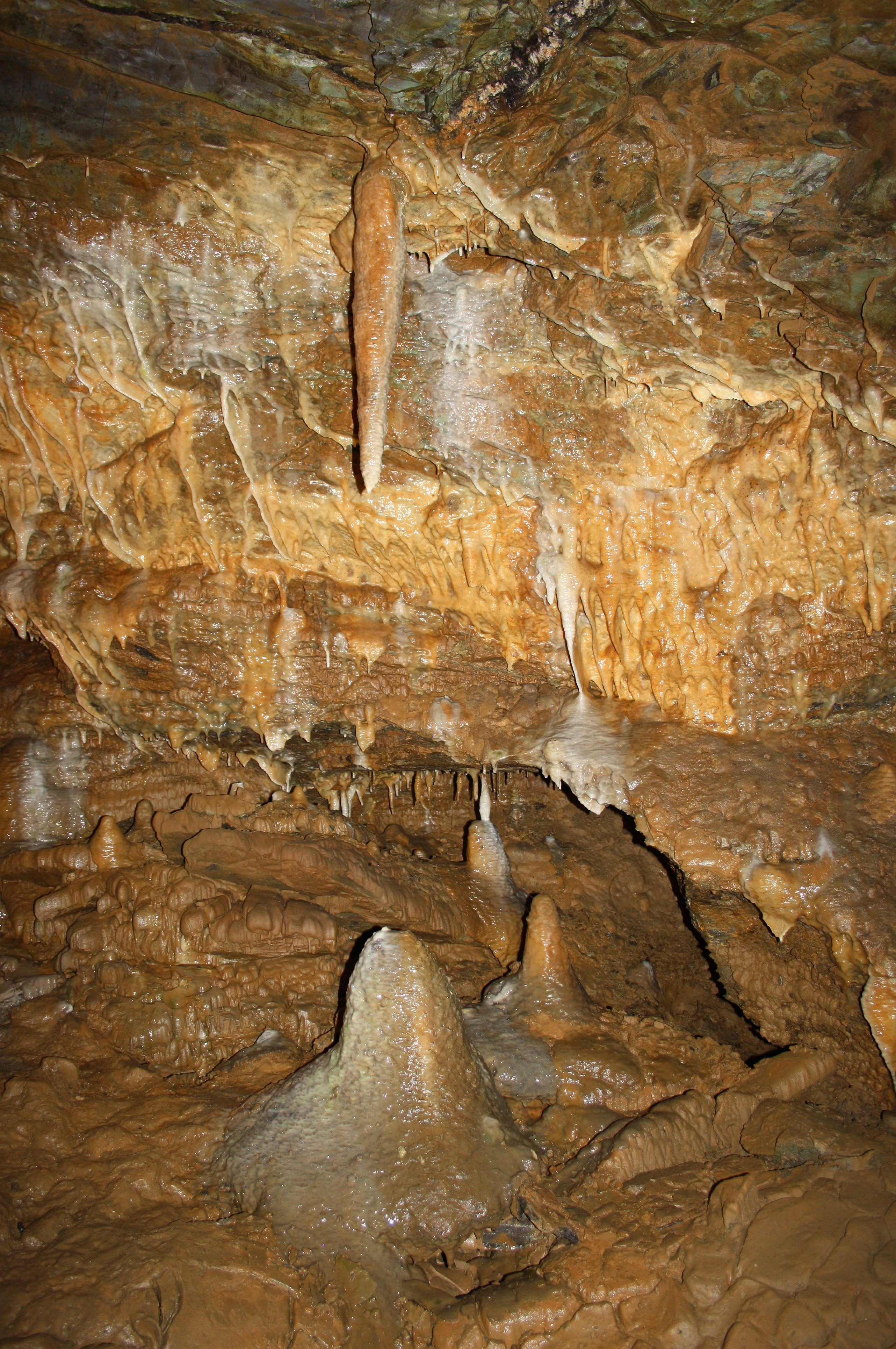
Stalactites et stalagmites dans la ’"Drachenhöhle

La grotte Drachenhöhle près de Syrau, découverte en 1928, est la seule grotte naturelle de stalactites connue en Saxe.